# Пітер Офорі-Куає
Пітер Офорі-Куає (англ. Peter Ofori-Quaye, нар. 21 березня 1980, Аккра) — ганський футболіст, що грав на позиції нападника.
Виступав, зокрема, за клуб «Олімпіакос», а також національну збірну Гани.

## Клубна кар'єра
Народився 21 березня 1980 року в місті Аккра. Вихованець футбольної школи клубу «Аякс» (Кейптаун). У віці лише 15 років приєднався до грецького клубу «Каламата». У той час головою команди був Ставрос Пападопулос, який привіз групу молодих гравців-талантів з Гани, Офорі-Куає був найперспективнішим гравцем разом із Дереком Ботенгом та Семюелом Джонсоном і став долучатись до матчів першої команди, за яку забив 8 голів у 34 матчах чемпіонату.
Своєю грою за цю команду привернув увагу представників тренерського штабу клубу «Олімпіакос», до складу якого приєднався влітку 1997 року. Разом з пірейцями він вигравав титул чемпіона Греції шість разів поспіль у 1998—2003 роках, а у 1999 році він також став володарем Кубка Греції. З командою молодий ганець дебютував і у Лізі чемпіонів. 1 жовтня 1997 року в матчі Ліги чемпіонів проти «Русенборга» (1:5), забивши гол, Офорі-Куає став наймолодшим автором голу в історії цього змагання. Йому було 17 років і 195 днів. Рекорд протримався цілих двадцять два роки і лише 10 грудня 2019 року його побив Ансу Фаті з «Барселони», якому на момент свого голу було 17 років і 40 днів.
Згодом з 2004 по 2005 рік грав на батьківщині за «Ліберті Профешнелс», а у грудні 2005 року він повернувся до Греції, підписавши контракт з ОФІ, де він забив вісім голів у 45 іграх Суперліги.
З літа 2007 року по сезону провів у ізраїльському «Хапоелі» (Кір'ят-Шмона) та кіпрському АЕЛі, але не мав високої результативності, тому повернувся до Гани, де грав у клубах «Хартс оф Оук» та «Бечем Юнайтед» до завершення ігрової кар'єри у 2012 році.

## Виступи за збірні
Протягом 1997—1999 років залучався до складу молодіжної збірної Гани. У її складі взяв участь у молодіжному чемпіонаті світу 1997 року в Малайзії (забив два голи, а його команда зайняла четверте місце) та 1999 року в Нігерії (забив чотири голи, а Гана вилетіла в серії пенальті у чвертьфіналі від майбутніх тріумфаторів турніру збірної Іспанії, хоча Офорі-Куає свій удар реалізував). Всього на молодіжному рівні зіграв у 6 офіційних матчах, забив 6 голів.
У складі збірної національної збірної Гани був учасником Кубка африканських націй 1998 року у Буркіна Фасо, де зіграв у 2 матчах групового етапу з Того (1:2) та ДР Конго (0:1), а команда не вийшла в плей-оф, та домашнього Кубка африканських націй 2000 року у Гані та Нігерії, зігравши у 3 матчах: в групі проти Камеруну (1:1) та Кот-д'Івуару (0:2) та чвертьфіналі з Південною Африкою (0:1). Всього протягом кар'єри у національній команді, яка тривала 10 років, провів у її формі 18 матчів, забивши 2 голи.

## Титули і досягнення
- Чемпіон Греції (6):

«Олімпіакос»: 1997–98, 1998–99, 1999–00, 2000–01, 2001–02, 2002–03
- Володар Кубка Греції (1):

«Олімпіакос»: 1998–99
- Чемпіон Африки (U-21): 1999